# 12 маймуни (сериал)
„12 маймуни“ (на английски: 12 Monkeys) е американски сериал, базиран на филма от 1995 г. „12 маймуни“.

## Резюме
Бъдещето на планетата Земя е мрачно – смъртоносен вирус е опустошил повърхността и вещае края на човечеството. Затворникът Джеймс Коул е изпратен от 2043 в 2015 г., за да разобличи терористичната организация „12 маймуни“, която се смята за отговорна за първоначалното пускане на вируса.

## Актьорски състав
- Арън Станфорд – Джеймс Коул
- Аманда Шул – Д-р Касандра Рейли
- Кърк Асеведо – Хосе Реймс/Рамзи
- Барбара Сукова – Катарина Джоунс
- Тод Сташуик – Дийкън
- Ноа Бийн – Арън Маркър
- Демор Барнс – Маркъс Уитли